# Tournoi féminin d'Australie de rugby à sept 2020
Ne doit pas être confondu avec Tournoi d'Australie de rugby à sept 2020.
Navigation
2019 2021
Le Tournoi féminin d'Australie de rugby à sept 2020 est la cinquième étape de la saison 2019-2020 du circuit féminin des World Rugby Sevens Series. Elle se déroule sur deux jours du 1er au 2 février 2020 au Bankwest Stadium de Parramatta.
Cette édition est remportée par la Nouvelle-Zélande, après avoir battu le Canada en finale.

## Équipes participantes
Douze équipes participent au tournoi, dont une invitée :
- Angleterre
- Australie
- Brésil
- Canada
- Espagne
- États-Unis
- Fidji
- France
- Irlande
- Japon (invitée)
- Nouvelle-Zélande
- Russie

## Tournoi principal

### Phase de poules

#### Poule A
| Rang | Pays             | J | V | N | D | Pm | Pe | Diff | Pts |
| ---- | ---------------- | - | - | - | - | -- | -- | ---- | --- |
| 1    | Nouvelle-Zélande | 3 | 3 | 0 | 0 | 76 | 24 | +52  | 9   |
| 2    | Angleterre       | 3 | 2 | 0 | 1 | 71 | 31 | +40  | 7   |
| 3    | Russie           | 3 | 1 | 0 | 2 | 26 | 67 | -41  | 5   |
| 4    | Japon            | 3 | 0 | 0 | 3 | 17 | 68 | -51  | 3   |

|  | Qualifiée pour la Cup           |
|  | Reversée en match de classement |

| 1er février 2020 10 h 14 UTC+11:00 | Angleterre | 33 - 0 | Russie | Bankwest Stadium, Parramatta |
| 1er février 2020 10 h 14 UTC+11:00 |            |        |        | Bankwest Stadium, Parramatta |
| 1er février 2020 10 h 14 UTC+11:00 |            |        |        | Bankwest Stadium, Parramatta |

| 1er février 2020 10 h 36 UTC+11:00 | Nouvelle-Zélande | 28 - 0 | Japon | Bankwest Stadium, Parramatta |
| 1er février 2020 10 h 36 UTC+11:00 |                  |        |       | Bankwest Stadium, Parramatta |
| 1er février 2020 10 h 36 UTC+11:00 |                  |        |       | Bankwest Stadium, Parramatta |

| 1er février 2020 15 h 52 UTC+11:00 | Angleterre | 26 - 5 | Japon | Bankwest Stadium, Parramatta |
| 1er février 2020 15 h 52 UTC+11:00 |            |        |       | Bankwest Stadium, Parramatta |
| 1er février 2020 15 h 52 UTC+11:00 |            |        |       | Bankwest Stadium, Parramatta |

| 1er février 2020 16 h 14 UTC+11:00 | Nouvelle-Zélande | 22 - 12 | Russie | Bankwest Stadium, Parramatta |
| 1er février 2020 16 h 14 UTC+11:00 |                  |         |        | Bankwest Stadium, Parramatta |
| 1er février 2020 16 h 14 UTC+11:00 |                  |         |        | Bankwest Stadium, Parramatta |

| 2 février 2020 9 h 29 UTC+11:00 | Russie | 14 - 12 | Japon | Bankwest Stadium, Parramatta |
| 2 février 2020 9 h 29 UTC+11:00 |        |         |       | Bankwest Stadium, Parramatta |
| 2 février 2020 9 h 29 UTC+11:00 |        |         |       | Bankwest Stadium, Parramatta |

| 2 février 2020 9 h 51 UTC+11:00 | Nouvelle-Zélande | 26 - 12 | Angleterre | Bankwest Stadium, Parramatta |
| 2 février 2020 9 h 51 UTC+11:00 |                  |         |            | Bankwest Stadium, Parramatta |
| 2 février 2020 9 h 51 UTC+11:00 |                  |         |            | Bankwest Stadium, Parramatta |

#### Poule B
| Rang | Pays       | J | V | N | D | Pm | Pe | Diff | Pts |
| ---- | ---------- | - | - | - | - | -- | -- | ---- | --- |
| 1    | Canada     | 3 | 3 | 0 | 0 | 74 | 31 | +43  | 9   |
| 2    | Fidji      | 3 | 2 | 0 | 1 | 64 | 34 | +30  | 7   |
| 3    | États-Unis | 3 | 1 | 0 | 2 | 55 | 59 | -4   | 5   |
| 4    | Brésil     | 3 | 0 | 0 | 3 | 29 | 98 | -69  | 3   |

|  | Qualifiée pour la Cup           |
|  | Reversée en match de classement |

| 1er février 2020 9 h 30 UTC+11:00 | États-Unis | 14 - 19 | Fidji | Bankwest Stadium, Parramatta |
| 1er février 2020 9 h 30 UTC+11:00 |            |         |       | Bankwest Stadium, Parramatta |
| 1er février 2020 9 h 30 UTC+11:00 |            |         |       | Bankwest Stadium, Parramatta |

| 1er février 2020 9 h 52 UTC+11:00 | Canada | 33 - 10 | Brésil | Bankwest Stadium, Parramatta |
| 1er février 2020 9 h 52 UTC+11:00 |        |         |        | Bankwest Stadium, Parramatta |
| 1er février 2020 9 h 52 UTC+11:00 |        |         |        | Bankwest Stadium, Parramatta |

| 1er février 2020 15 h 8 UTC+11:00 | États-Unis | 34 - 19 | Brésil | Bankwest Stadium, Parramatta |
| 1er février 2020 15 h 8 UTC+11:00 |            |         |        | Bankwest Stadium, Parramatta |
| 1er février 2020 15 h 8 UTC+11:00 |            |         |        | Bankwest Stadium, Parramatta |

| 1er février 2020 15 h 30 UTC+11:00 | Canada | 20 - 14 | Fidji | Bankwest Stadium, Parramatta |
| 1er février 2020 15 h 30 UTC+11:00 |        |         |       | Bankwest Stadium, Parramatta |
| 1er février 2020 15 h 30 UTC+11:00 |        |         |       | Bankwest Stadium, Parramatta |

| 2 février 2020 8 h 45 UTC+11:00 | Fidji | 31 - 0 | Brésil | Bankwest Stadium, Parramatta |
| 2 février 2020 8 h 45 UTC+11:00 |       |        |        | Bankwest Stadium, Parramatta |
| 2 février 2020 8 h 45 UTC+11:00 |       |        |        | Bankwest Stadium, Parramatta |

| 2 février 2020 9 h 7 UTC+11:00 | Canada | 21 - 7 | États-Unis | Bankwest Stadium, Parramatta |
| 2 février 2020 9 h 7 UTC+11:00 |        |        |            | Bankwest Stadium, Parramatta |
| 2 février 2020 9 h 7 UTC+11:00 |        |        |            | Bankwest Stadium, Parramatta |

#### Poule C
| Rang | Pays      | J | V | N | D | Pm | Pe | Diff | Pts |
| ---- | --------- | - | - | - | - | -- | -- | ---- | --- |
| 1    | Australie | 3 | 3 | 0 | 0 | 81 | 10 | +71  | 9   |
| 2    | France    | 3 | 2 | 0 | 1 | 92 | 35 | +57  | 7   |
| 3    | Espagne   | 3 | 1 | 0 | 2 | 31 | 80 | -49  | 5   |
| 4    | Irlande   | 3 | 0 | 0 | 3 | 19 | 98 | -79  | 3   |

|  | Qualifiée pour la Cup           |
|  | Reversée en match de classement |

| 1er février 2020 10 h 58 UTC+11:00 | Australie | 33 - 0 | Espagne | Bankwest Stadium, Parramatta |
| 1er février 2020 10 h 58 UTC+11:00 |           |        |         | Bankwest Stadium, Parramatta |
| 1er février 2020 10 h 58 UTC+11:00 |           |        |         | Bankwest Stadium, Parramatta |

| 1er février 2020 11 h 20 UTC+11:00 | France | 40 - 14 | Irlande | Bankwest Stadium, Parramatta |
| 1er février 2020 11 h 20 UTC+11:00 |        |         |         | Bankwest Stadium, Parramatta |
| 1er février 2020 11 h 20 UTC+11:00 |        |         |         | Bankwest Stadium, Parramatta |

| 1er février 2020 16 h 36 UTC+11:00 | Australie | 34 - 0 | Irlande | Bankwest Stadium, Parramatta |
| 1er février 2020 16 h 36 UTC+11:00 |           |        |         | Bankwest Stadium, Parramatta |
| 1er février 2020 16 h 36 UTC+11:00 |           |        |         | Bankwest Stadium, Parramatta |

| 1er février 2020 16 h 58 UTC+11:00 | France | 42 - 7 | Espagne | Bankwest Stadium, Parramatta |
| 1er février 2020 16 h 58 UTC+11:00 |        |        |         | Bankwest Stadium, Parramatta |
| 1er février 2020 16 h 58 UTC+11:00 |        |        |         | Bankwest Stadium, Parramatta |

| 2 février 2020 10 h 13 UTC+11:00 | Espagne | 24 - 5 | Irlande | Bankwest Stadium, Parramatta |
| 2 février 2020 10 h 13 UTC+11:00 |         |        |         | Bankwest Stadium, Parramatta |
| 2 février 2020 10 h 13 UTC+11:00 |         |        |         | Bankwest Stadium, Parramatta |

| 2 février 2020 10 h 35 UTC+11:00 | France | 10 - 14 | Australie | Bankwest Stadium, Parramatta |
| 2 février 2020 10 h 35 UTC+11:00 |        |         |           | Bankwest Stadium, Parramatta |
| 2 février 2020 10 h 35 UTC+11:00 |        |         |           | Bankwest Stadium, Parramatta |

### Phase finale

#### Cup
|  | Demi-finales                       | Demi-finales                       |                    |    | Finale                             | Finale                             |
|  | Demi-finales                       | Demi-finales                       |                    |    | Finale                             | Finale                             |
|  |                                    |                                    |                    |    |                                    |                                    |
|  | 2 février 2020 à 15 h 36 UTC+11:00 | 2 février 2020 à 15 h 36 UTC+11:00 |                    |    | 2 février 2020 à 20 h 26 UTC+11:00 | 2 février 2020 à 20 h 26 UTC+11:00 |
|  | 2 février 2020 à 15 h 36 UTC+11:00 | 2 février 2020 à 15 h 36 UTC+11:00 |                    |    | 2 février 2020 à 20 h 26 UTC+11:00 | 2 février 2020 à 20 h 26 UTC+11:00 |
|  | Canada                             | 34                                 |                    |    | 2 février 2020 à 20 h 26 UTC+11:00 | 2 février 2020 à 20 h 26 UTC+11:00 |
|  | Canada                             | 34                                 |                    |    | 2 février 2020 à 20 h 26 UTC+11:00 | 2 février 2020 à 20 h 26 UTC+11:00 |
|  | Australie                          | 0                                  |                    |    | 2 février 2020 à 20 h 26 UTC+11:00 | 2 février 2020 à 20 h 26 UTC+11:00 |
|  | Australie                          | 0                                  | Canada             | 7  |                                    |                                    |
|  | 2 février 2020 à 15 h 58 UTC+11:00 |                                    | Canada             | 7  |                                    |                                    |
|  |                                    | Nouvelle-Zélande                   | 33                 |    |                                    |                                    |
|  | Nouvelle-Zélande                   | Nouvelle-Zélande                   | 33                 | 24 |                                    |                                    |
|  | Nouvelle-Zélande                   |                                    |                    | 24 |                                    |                                    |
|  | France                             | 7                                  |                    |    |                                    |                                    |
|  | France                             | 7                                  | Médaille de bronze |    |                                    |                                    |
|  |                                    |                                    |                    |    |                                    |                                    |
|  | 2 février 2020 à 19 h 37 UTC+11:00 |                                    |                    |    |                                    |                                    |
|  |                                    |                                    |                    |    |                                    |                                    |
|  | Australie                          | 12                                 |                    |    |                                    |                                    |
|  | Australie                          | 12                                 |                    |    |                                    |                                    |
|  | France                             | 10                                 |                    |    |                                    |                                    |
|  | France                             | 10                                 |                    |    |                                    |                                    |

#### 5eplace
| 2 février 2020 15 h 14 UTC+11:00 | Angleterre | 5 - 17 | Fidji | Bankwest Stadium, Parramatta |
| 2 février 2020 15 h 14 UTC+11:00 |            |        |       | Bankwest Stadium, Parramatta |
| 2 février 2020 15 h 14 UTC+11:00 |            |        |       | Bankwest Stadium, Parramatta |

#### 7eplace
| 2 février 2020 14 h 52 UTC+11:00 | États-Unis | 15 - 19 | Russie | Bankwest Stadium, Parramatta |
| 2 février 2020 14 h 52 UTC+11:00 |            |         |        | Bankwest Stadium, Parramatta |
| 2 février 2020 14 h 52 UTC+11:00 |            |         |        | Bankwest Stadium, Parramatta |

#### 9eplace
| 2 février 2020 14 h 30 UTC+11:00 | Espagne | 17 - 33 | Japon | Bankwest Stadium, Parramatta |
| 2 février 2020 14 h 30 UTC+11:00 |         |         |       | Bankwest Stadium, Parramatta |
| 2 février 2020 14 h 30 UTC+11:00 |         |         |       | Bankwest Stadium, Parramatta |

#### 11eplace
| 2 février 2020 14 h 8 UTC+11:00 | Brésil | 7 - 20 | Irlande | Bankwest Stadium, Parramatta |
| 2 février 2020 14 h 8 UTC+11:00 |        |        |         | Bankwest Stadium, Parramatta |
| 2 février 2020 14 h 8 UTC+11:00 |        |        |         | Bankwest Stadium, Parramatta |

## Classement final
| Rang               | Équipe           |
| ------------------ | ---------------- |
| Médaille d'or      | Nouvelle-Zélande |
| Médaille d'argent  | Canada           |
| Médaille de bronze | Australie        |
| 4                  | France           |
| 5                  | Fidji            |
| 6                  | Angleterre       |
| 7                  | Russie           |
| 8                  | États-Unis       |
| 9                  | Japon            |
| 10                 | Espagne          |
| 11                 | Irlande          |
| 12                 | Brésil           |

## Joueuses

### Meilleures marqueuses
| Rang | Joueuse                 | Essais marqués |
| ---- | ----------------------- | -------------- |
| 1    | Stacey Fluhler          | 6              |
| 2    | Charlotte Caslick       | 5              |
| 2    | Ellia Green             | 5              |
| 4    | Amee-Leigh Murphy Crowe | 4              |
| 4    | Bianca Silva            | 4              |

### Meilleurs réalisatrices
| Rang | Joueuse          | Points marqués |
| ---- | ---------------- | -------------- |
| 1    | Ellia Green      | 35             |
| 2    | Tyla Nathan-Wong | 34             |
| 3    | Stacey Fluhler   | 30             |
| 4    | Ghislaine Landry | 27             |
| 4    | Helena Rowland   | 27             |

### Distinctions
| Distinctions         | Joueuse          |
| -------------------- | ---------------- |
| Impact Player        | Stacey Fluhler.  |
| Joueuse de la finale | Tyla Nathan-Wong |

### Équipe type
| Poste    | Joueuse           |
| -------- | ----------------- |
| Arrières | Charlotte Caslick |
| Arrières | Tyla Nathan-Wong  |
| Arrières | Kaili Lukan       |
| Arrières | Coralie Bertrand  |
| Avants   | Karen Paquin      |
| Avants   | Stacey Fluhler    |
| Avants   | Luisa Tisolo      |